# ويلي بارسونز
ويلي بارسونز (بالإنجليزية: Willy Parsons)‏ هو ممثل أمريكي، ولد في 18 سبتمبر 1959.

## وصلات خارجية
- ويلي بارسونز على موقع IMDb (الإنجليزية)
- ويلي بارسونز على موقع قاعدة بيانات الفيلم (الإنجليزية)